# Radioskun
Radioskun – debiutancki album zespołu The Marians. Jest częścią trylogii, którą zespół ma zamiar wydać w najbliższym czasie. Na płycie znajduje się 11 utworów.

## Lista utworów
1. Wściekłe psy
2. System
3. Zatrute dźwięki
4. Ultrafiolet
5. Uzbrojony po zęby i gotowy na wszystko
6. Jak się nazywam?
7. Tysiące mil między słowami
8. Diuna
9. Zawieszeni
10. Awaryjny lot
11. Like your phone

+ teledysk, teksty, galerie zdjęć

## Single
System - 19 stycznia 2009